# Sten Sture Skaldeman
Sten Sture Skaldeman, född 1942, är en svensk författare av hälsoböcker. Han har ett eget hälsoprogram, baserat på hormonellt styrd viktminskning. Den bärande idén är minimera utsöndringen av insulin för att därmed ha fri tillgång till kroppens fettlager.